# Akrece (astronomie)
Akrece nebo narůstání je v astronomii gravitační proces, kterým se formují tělesa jako planety a hvězdy z prachu a plynu.

## Fyzikální podstata
Akrece je postupné dopadání látky na hvězdu, galaxii nebo jiný objekt z okolního prostředí vlivem gravitačních sil, například v počátečních fázích vývoje hvězd. V současnosti u většiny hvězd sledujeme spíše opačný proces, tedy ztrátu hmoty hvězd. 
Akrece má velký význam u těsných dvojhvězd, kde se přenáší hmota z jedné hvězdy na druhou. Pokud je jednou ze složek bílý trpaslík, nastává akrece plynu na jeho povrch. Vodík, který v plynu převládá, se při akreci postupně zahřívá až na teplotu, při které se spustí termonukleární reakce; nastává výbuch novy.
Akrece plynu na neutronovou hvězdu (pulsar) nebo  černou díru vysvětluje podstatu jejich rtg záření. U mladých pulsarů akrece není možná, protože jsou zdrojem vysokoenergetických částic; únik částic z pulsarů se však postupně zmenšuje a po 106–107 r je již akrece na pulsary možná. Padající látka utváří kolem kompaktní hvězdy akreční disk. Příkladem akrece na neutronovou hvězdu jsou rtg zdroje Her X-1 a Cen X-3.
V případě Cyg X-1 nastává akrece na černou díru; zdrojem rtg záření je akreční disk (röntgenová dvojhvězda).